# Вяґара
Вя́ґара, або Мале Му́ллуту, або Кі́йзаярв, (ест. Vägara laht, Väike Mullutu laht, Kiisajärv) — природне озеро в Естонії, у волості Ляене-Сааре повіту Сааремаа.

## Розташування
Озеро Вяґара належить до Західно-острівного суббасейну Західноестонського басейну.
Озеро лежить на північ від села Мяндьяла.
Акваторія водойми входить до складу заказника  Муллуту-Лооде (Mullutu-Loode hoiuala).

## Опис
Загальна площа озера становить 84,1 га (63-е місце серед 100 найбільших озер в Естонії). Довжина берегової лінії — 8 004 м.
З півночі в озеро вливається річка Пюгайиґі (Pühajõgi), яка потім витікає зі східного краю водойми, з'єднуючи її з озером Муллуту (Mullutu laht).